# Röicks församling
Röicks församling (estniska: Reigi kogudus) är en församling som tillhör Saarte kontrakt inom den Estniska evangelisk-lutherska kyrkan. Församlingen omfattar den nordvästra delen av ön Dagö.

## Större orter
- Hohenholm (småköping)